# Telespiza
Telespiza é um género de fringilídeos da família Fringillidae.

## Espécies
Este género contém as seguintes espécies, ambas endémicas do Havai:
- Telespiza cantans Wilson, 1890
- Telespiza ultima Bryan, 1917